# アドルフ・ピエール・ルルー
アドルフ・ピエール・ルルー(Adolphe Pierre Leleux, 1812年11月15日 - 1891年7月27日)は、「ブルターニュのルルー」のあだ名で知られるフランスの画家である。弟のアルマン・ルルーも画家であった。

## 生涯
アドルフ・ピエール・ルルーは独学で画業を習得した後、1835年のサロンに入選した。画家を続けることは決めていたものの、1837年にはAlexandre Vincent Sixdeniersのスタジオで彫刻を学び始めた。1838年からはブルターニュに移住し、ブルターニュの田園風景からインスピレーションを得て様々なジャンルの絵画を創作した。
1847年に、画家のエドモン・エドゥアンとアルジェリアのコンスタンティーヌに旅し、アルジェリアやスペインなどの風景や風俗も描くようになった。

## 作品

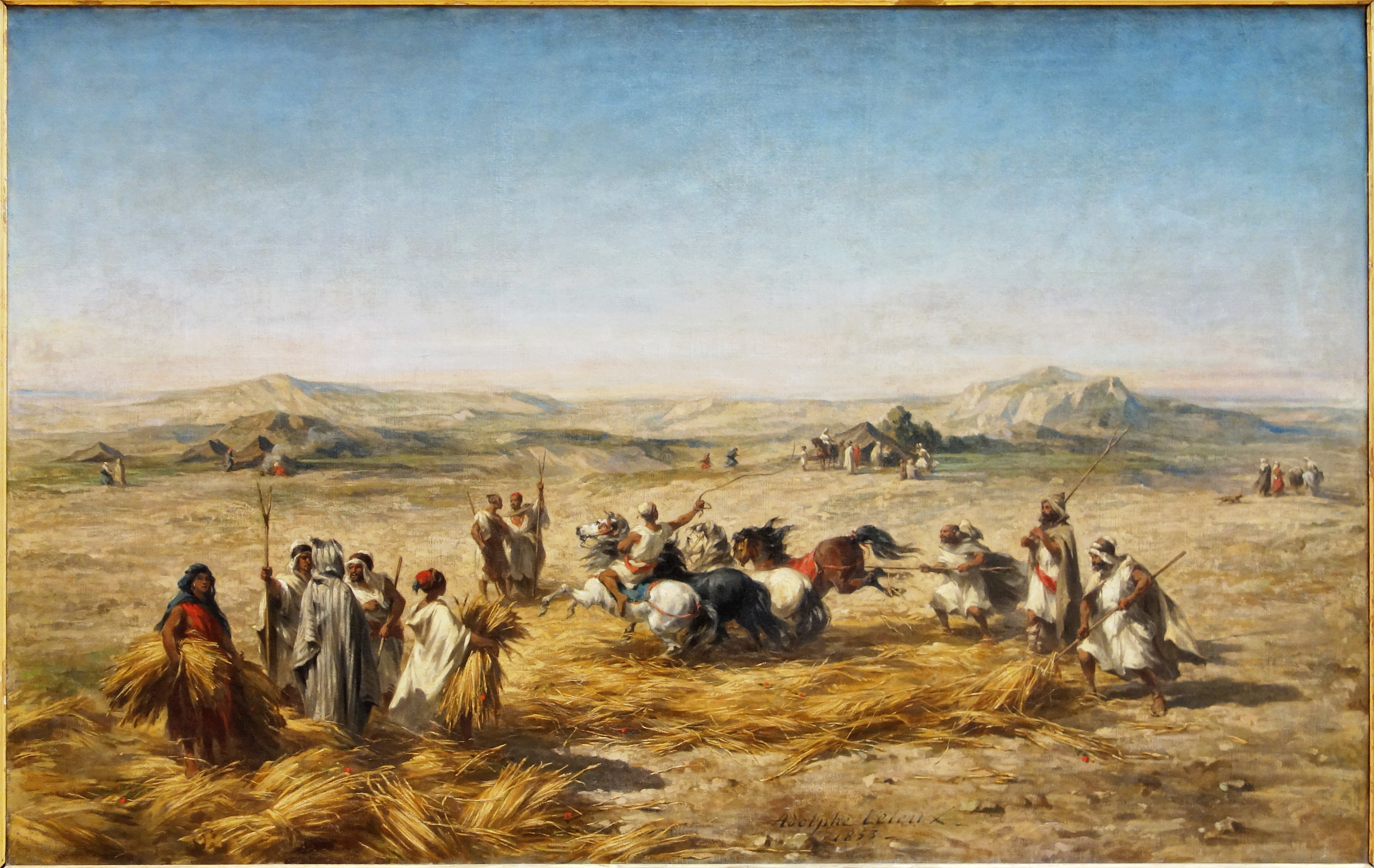
『アルジェリアでの小麦の収穫』1853年。油彩、キャンバス。リール宮殿美術館[1]。同年のサロン入選作。
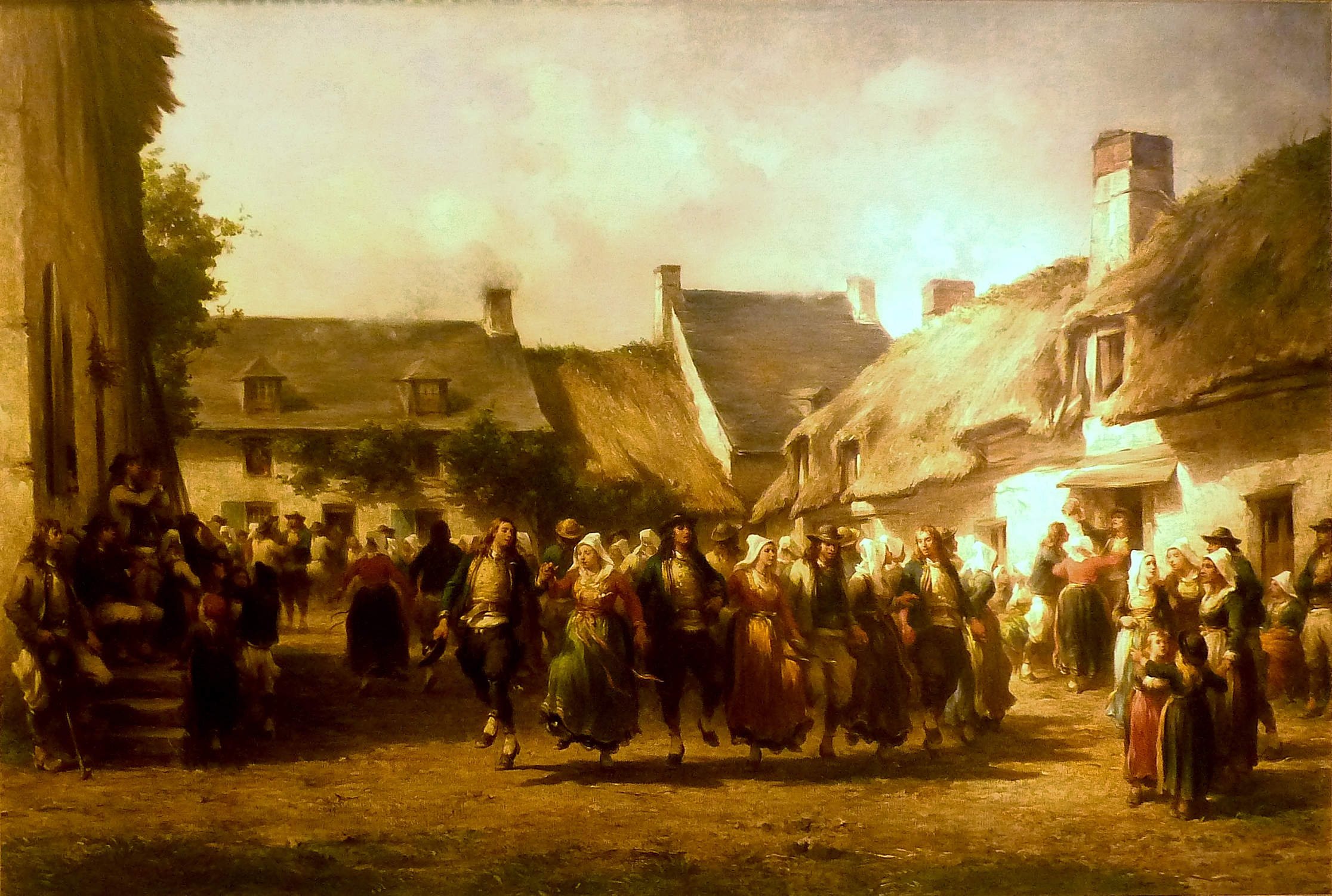
『ブルターニュの婚礼』1863年。油彩、キャンバス。カンペール美術館[1]。
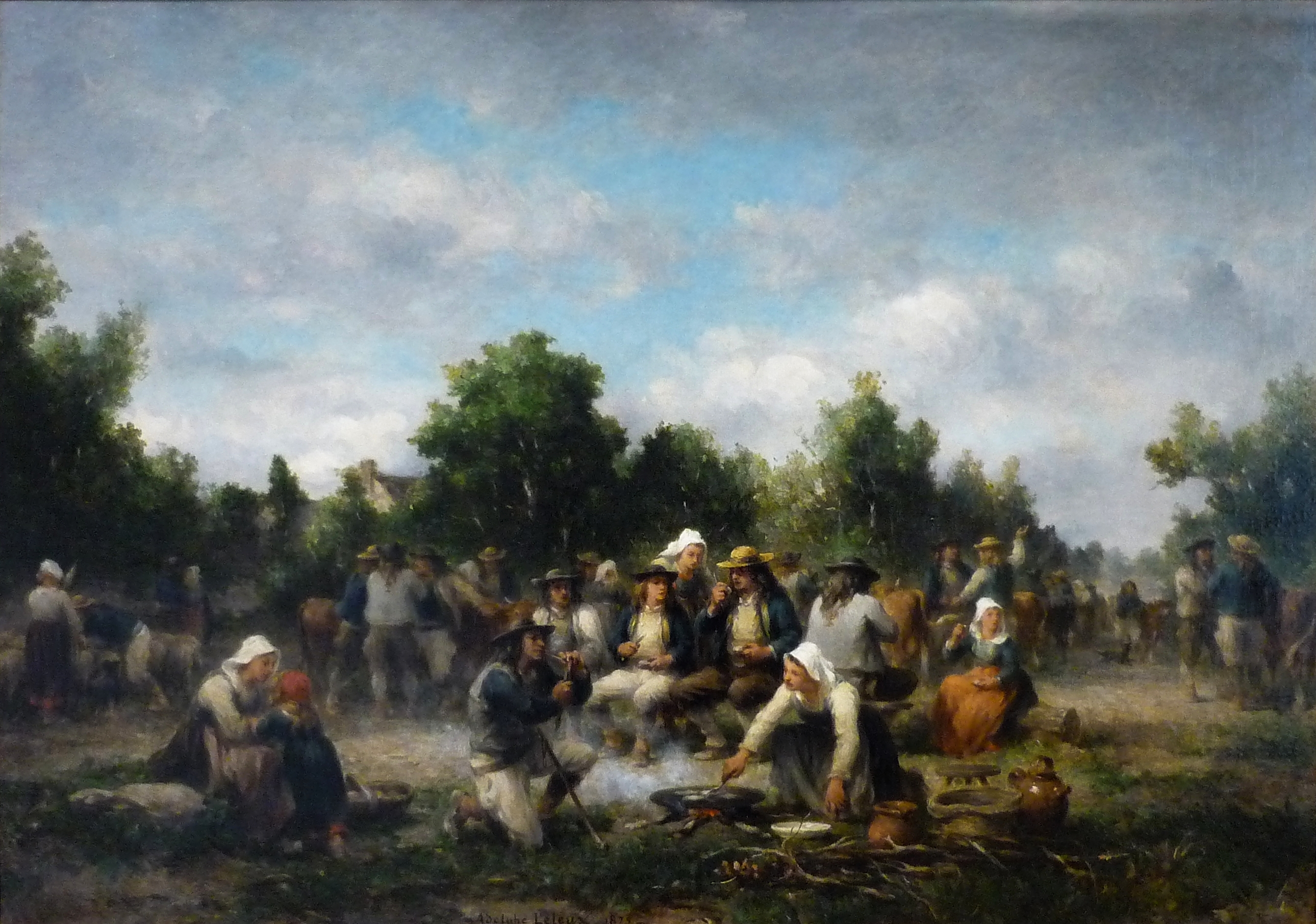
『フィニステールでの市場の日』1875年。油彩、キャンバス。コニャック美術・歴史博物館[1]。

- 『ブルターニュの商人たち』 1845年、油彩。コンデ美術館[1]。
- 『Le Mot d'Ordre.24 Fevrier.1848』1848年、油彩。ヴェルサイユ宮殿美術館[1]。
- 『Bedouins attaques par des chiefs』1850年、油彩。 リヨン美術館[1]。同年のサロン入選作。
- 『鵞鳥を連れた子供たち』1855年、油彩。国立西洋美術館[2]。
- 『エドモン・エドゥアンの肖像』 1880年、油彩。ヴェルサイユ宮殿美術館[1]。